# Нунивак
Нунивак (англ. Nunivak) — остров в Беринговом море у берегов Аляски. Имея площадь 4227 км², остров является восьмым самым крупным островом США и вторым после острова Святого Лаврентия в Беринговом море по этому показателю. Расположен примерно в 48 км от дельты рек Юкон и Кускокуим. Составляет около 76 км севера на юг и 106 км — с запада на восток.

## Природа острова

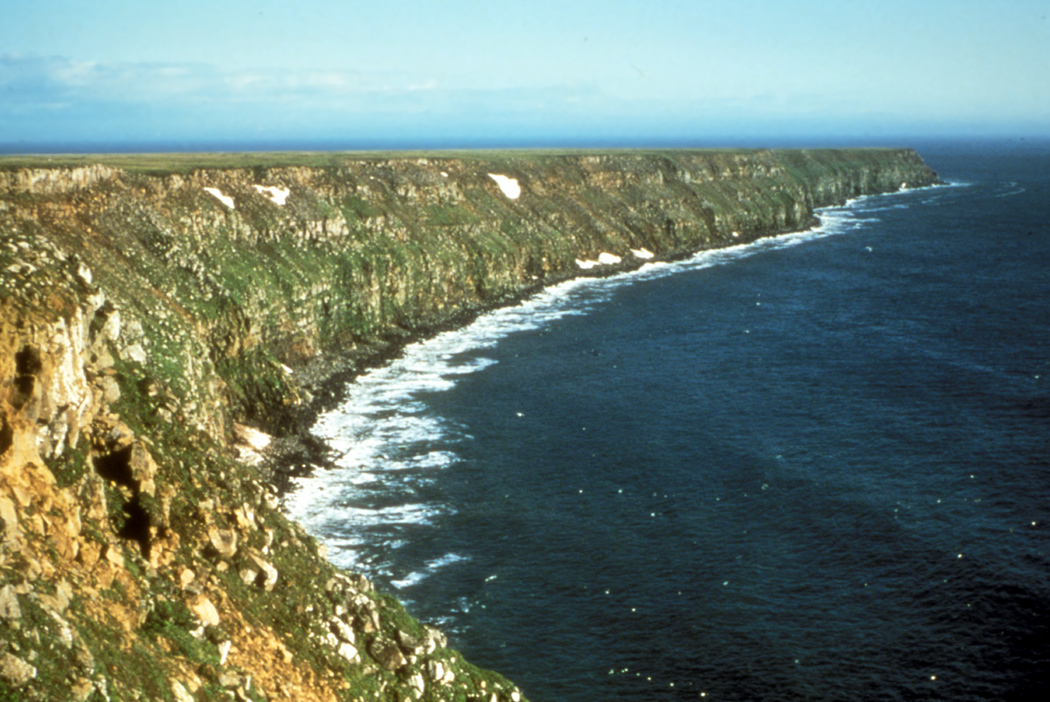
Клифы на побережье Берингова моря

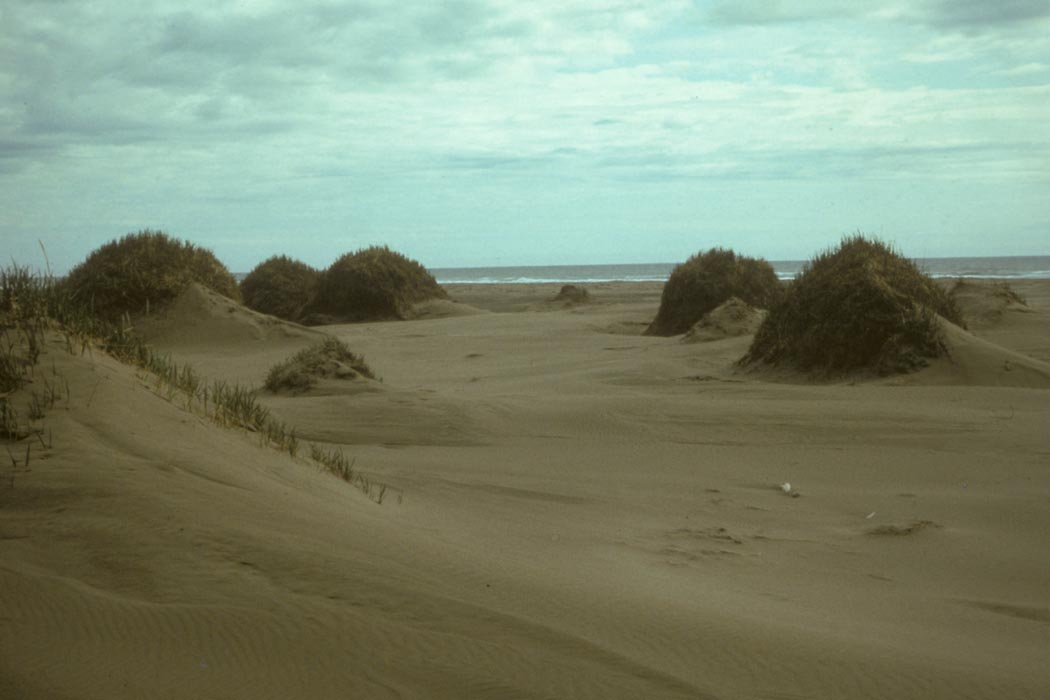
Песчаные дюны с вершинами, покрытыми растительностью

Остров Нунивак имеет вулканическое происхождение. Большую часть поверхности занимает вулканическое плато высотой 160 м и более. Осадочные породы мелового периода перекрыты тонкими потоками лавы пахоэхоэ, вытекавшими из небольших щитовых вулканов. На острове насчитывается около 60 пепловых конуса и 4 маара. Извержения происходили в течение 5 периодов деятельности, начавшейся 6,1 млн лет назад. Большая часть поверхности была сформирована в течение двух периодов в плейстоцене, закончившихся около 300 тыс. лет назад, однако вулканическая активность продолжилась и в голоцене.
Типичный ландшафт острова — тундра. Полярная ива вырастает не более 1,2 м высотой. По острову протекает более 40 рек. Солоноватые лагуны распространены по восточному и южному побережью. Береговые утёсы вулканических плато — по северо-западному побережью. По крайней мере, у 89 видов морских и водоплавающих птиц имеются гнездовья на острове Нунивак. Плотные птичьи базары и места летних гнездовий птиц имеются по всем берегам и внутри острова на тундровых озёрах. Несколько столетий назад на острове Нунивак в небольшом количестве водились карибу, почти полностью истреблённые в начале XX века. В 1930 и 40-х годах на остров были завезены северные олени и овцебыки. Большая часть острова является национальным заповедником «Дельта Юкона», которым управляет американская Служба охраны рыб и диких животных.

## Население

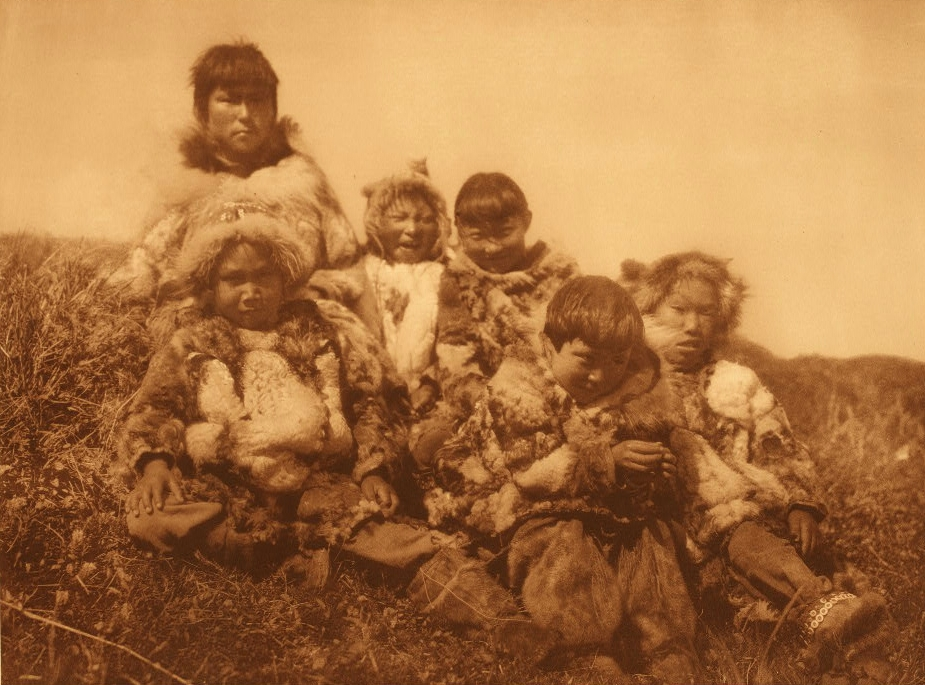
Дети на острове Нунивак, 1930 год

В 2004 году на острове жило 179 человек; по данным переписи 2000 года население составляло 210 человек. Все они проживают в единственном на острове посёлке Мекорьюк, находящемся на северном побережье Нунивака. Во время переписи населения США в 1880 году Иван Петров сделал записи о 702 жителях острова в девяти поселениях. Эпидемия 1900 года опустошила население острова. Постоянный отток людей препятствует увеличению численности населения. Почти все коренные жители Нунивака знают нунивак чупикский диалект центрально-юпикского языка, хотя говорят на английском. Предпринимаются попытки сохранить чупикский язык, который преподают в школах. Островитяне всё ещё зависят в значительной степени от охоты, а также от коммерческого вылова рыбы и сезонной работы на материке.